# آسیاب‌های آبی دزفول

بازمانده آسیاب‌های آبی دزفول در کنار پل جدید(دوم)

آسیاب‌های آبی دزفول یکی از آثار ارزشمند تاریخی شهرستان دزفول به‌شمار می‌روند و به شماره ۳۹۸۴ در ردیف آثار ملی کشور به ثبت رسیده‌است. این آسیاب‌‌های آبی دارای مالکیت خصوصی بوده که به آسیابان به اصطلاح محلی لُوینه می‌گفتند. تعداد آسیاب‌ها در دوره‌ صفویه حدود ۵۰ تا ۶۰ عدد بود که بخشی از آن‌ها در اثر سیلاب‌های فصلی تخریب شدند. آسیاب‌های آبی دزفول در بخش‌های مختلف رودخانه دز قرار دارند. بخشی از آن‌ها به فاصله حدود ۸۰۰ متر از سد تنظیمی (دزفول) و در جنوب تفریحگاه ساحلی دز، بخشی در زیر پل جدید (دوم) دزفول و بخشی دیگر نیز در کنار پل قدیم این شهرستان ساخته شده‌اند . پیشینه تاریخی آسیابهای آبی دزفول در ارتباط با پل قدیم (دزفول) بوده که به دوره ساسانی باز می گردد  اما عمده آثار موجود از آسیاب‌ها که در سه بخش از رودخانه موجود است به دوره تاریخی صفویه و قاجاریه باز می گردد.این سازه‌ها از مصالحی چون قلوه سنگ رودخانه ایی، آجر و با ملات ساروج ساخته شده‌اند.شکل معماری آسیاب‌ها برگرفته از سبک معماری بومی شهرستان دزفول بوده و به صورت یک مجموعه به هم پیوسته ساخته شده و به هم مربط هستند.

## نوع ساخت سازه آسیاب‌ها
پایه این آسیاب‌ها از ملات گچ، خاکستر و آجرها در سه ردیف ساخته شده‌اند و در قسمت‌هایی از سنگ ساخته می‌شود. دیوارها نیز از آجر و سنگ قلوه رودخانه و ملات ساروج که نوعی آهک‌ بندی بوده پوشیده شده‌است. نحوه کنار هم قرارگیری آسیاب‌ها به شکلی است که در گذشته حالت سد مانند داشته تا آب را به جای مورد نظر هدایت کنند. این سیستم، سیستم پیشرفته ساسانی بوده‌است  که قسمت اول رودخانه را قطع می‌کند. این سازه‌ها پل بند یا دَمبِرِج نام دارند. ارتفاع درون اتاقک این آسیاب‌ها تا کف رودخانه حدود چهار متر است و حالت تقارن دارند.

## قدمت و تغییرات
```
این سازه‌ها پل‌بند عظیمی هستند که بعدها با تغییراتی در قسمت‌های آن به آسیاب تبدیل شد. با توجه به طول زمان تغییراتی توسط سیلاب‌ها و عوامل انسانی رخ داده در آن‌ها آخرین تغییرات را می‌توان در زمان صفویه با تکامل سیر تولید آجر و تغییر در ابعاد آن به اندازه ۱۸.۵ در ۱۸.۵ در ۳.۵ سانتی‌متر برشمرد.
```

## کاربرد و نحوه عملکرد
درون آسیاب‌ها سنگ ۲ تکه قسمت پایین ثابت بوده و بر اثر نیروی آب رودخانه چرخ بالایی به چرخش درآورده می‌شده است. در هر آسیاب پنج نفر کارگر داشته که مسئولیت‌های مختلفی شامل مسئول گندم آوردن با قاطر، مسئول آوردن گندم‌ها تا سنگ آسیاب، مسئول سنگ آسیاب و مسئول جمع‌آوری آرد داشته‌اند. هم‌چنین یک نفر در شب‌ها مسئول آسیاب بوده‌است. در گذشته در فصولی که میزان حجم آب رودخانه کم می‌شد برای بالا آمدن سطح آب و نیز انحراف آب به سمت آسیاب‌ها از سبدهای حصیری که درون آن‌ها را از سنگ پر می‌کردند و روی هم قرار می‌گرفته‌استفاده می‌شده است که در مجموع تشکیل یک بند انحرافی را می‌دادند و در اصطلاح محلی به آن چوسله گفته می‌شد. آسیاب‌ها با نمای کشتی مانند ساخته شده‌اند؛ این نوع معماری برای تنظیم فشار آب یا تشدید آن بوده‌است.

## کاربرد کنونی و بازسازی

با توجه به ارزش‌های تاریخی، معماری و فرهنگی این آسیاب‌ها به تازگی تلاش‌هایی توسط سازمان نوسازی بهسازی شهرداری دزفول برای حفظ، مرمت و بازسازی این آسیاب‌ها صورت گرفته که عمده این تلاش‌ها زیر پل دوم دزفول که به آسیاب‌های شیخ و عماد معروف است انجام شده‌است. هم‌چنین در زمینه استفاده بهتر از طریق محوطه‌سازی و ایجاد سفره خانه سنتی در کنار این سازه‌ها و بازسازی و راه‌اندازی چرخ یکی از آسیاب‌ها، این مجموعه لقب موزه آب به خود گرفته که استقبال خوبی از آن صورت گرفته‌است.

## نگارخانه

آسیاب‌ها با نمای کشتی مانند ساخته شده‌اند؛ این نوع معماری برای تنظیم فشار آب یا تشدید آن بوده‌است. عکس مربوط به سال ۱۳۵۸
آسیاب‌های آبی دزفول پس از بازسازی
بازمانده آسیاب‌های آبی دزفول
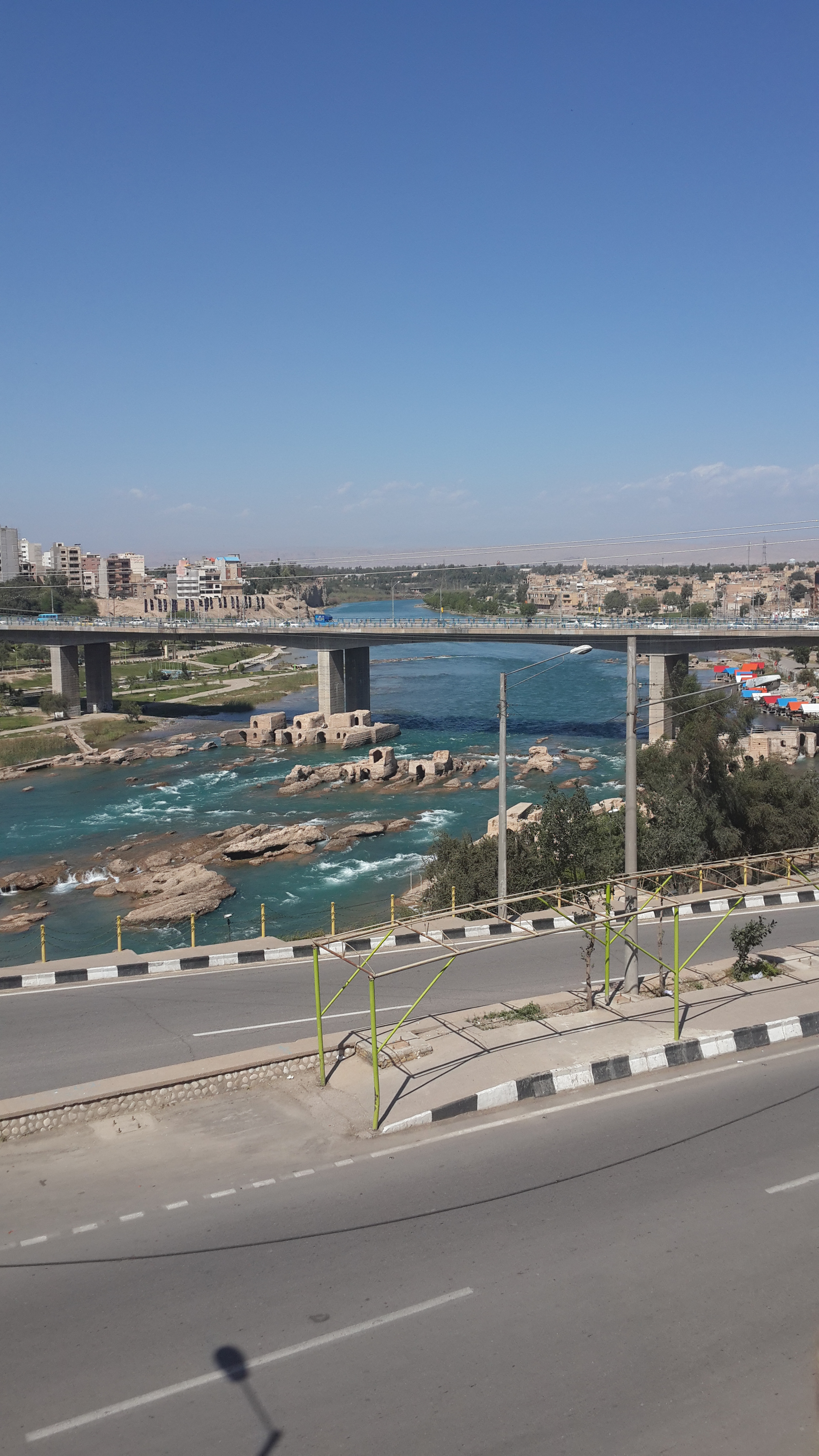